# أكسدة ساريت
أكسدة ساريت عبارة عن أكسدة الكحول إلى الكيتون أو الألدهيد باستخدام ثلاثي أكسيد الكروم والبيريدين . الكحول الأولي فقط هو الذي سيتأكسد إلى الألدهيد وليس إلى الأحماض الكربوكسيلية .
سمّي هذا الكاشف بعد الكيميائي الأمريكي لويس هاستينجز ساريت Lewis Hastings Sarett الذي عاش بين (1917 -1999) .